# Orlen Quintero
Orlen Quintero (n. San Lorenzo, Ecuador; 10 de octubre de 1990) es un futbolista ecuatoriano. Juega de volante ofensivo o delantero y su equipo actual es San Antonio de la Serie B de Ecuador.

## Trayectoria
Empezó su carrera futbolística en el equipo de la ciudad de Lago Agrio en el año 2009, se formó e hizo todas las formativas en Caribe Junior, en la sub-14, la sub-16, en la sub-18 en 2014 y en el equipo principal, ahí debutó en el fútbol profesional en el torneo de Segunda Categoría. También formó parte de la selecciones juveniles de la Provincia de Sucumbíos entre 2006 y 2007.
Para 2011 cambia de equipo a la ciudad de Guayaquil, específicamente a River Ecuador para disputar el campeonato de la Serie B, permaneció un año y medio donde marcó 5 goles. Fue cedido al Halley Fútbol Club de Manabí, en 2013 estuvo en Deportivo Quevedo marcando 1 gol en Serie B de ese año, a mitad de temporada partió por primera vez al América de Quito, luego fue cedido al Club Sport Venecia en 2014, ambos equipos disputaban la Segunda Categoría en dichos años.
Su primera experiencia internacional llegó en 2015 cuando fue fichado por el Club Nacional de Paraguay, al final de la temporada disputó 9 encuentros sin convertir goles. En 2016 seguiría jugando en el fútbol paraguayo, el torneo Apertura vistió la camiseta del Club General Díaz, ahí jugó 14 partidos y marcó 2 goles. Para el torneo Clausura cambió al equipo de General Caballero, totalizando 15 juegos y ninguna anotación.
En su regreso a Ecuador en 2017 firma contrato con Macará de Ambato, bajo el mando de Paúl Vélez tuvo su debut en el primer equipo en la máxima categoría del fútbol ecuatoriano el 29 de enero de 2017, en el partido de la fecha 1 de la primera etapa 2017 ante Fuerza Amarilla, fue titular aquel partido que terminó en empate 0–0. Marcó su primer gol en la Serie A el 12 de mayo de 2017 en la fecha 13 de la primera etapa, convirtió el segundo gol con el que Macará venció a Clan Juvenil como visitante por 0–2.
Su segundo paso con América de Quito llegó en 2018, con el equipo cebollita jugó la Serie B y fue uno de los goleadores del equipo con 14 goles en total, siendo su mejor marca goleadora hasta la fecha, con su aporte goleador América ascendió a la Serie A al final de la temporada, fue ratificado para 2019, disputó la primera parte del torneo jugando 14 de 15 partidos. En la segunda vuelta 2019 pasó a Técnico Universitario, actuó en 10 partidos y marcó 2 goles. Tuvo participaciones destacadas en la Copa Ecuador 2018-19, dando una asistencia en el partido contra Macará. Para 2020 fue ratificado en el equipo ambateño de Técnico, un gol importante que convirtió fue el que hizo al minuto 68 en la victoria como visitante en el partido válido por la fecha 3 de la LigaPro Banco Pichincha ante Delfín Sporting Club.
En julio de 2022 llega al Guastatoya de la Liga Nacional de Guatemala.

## Estadísticas

### Clubes
Actualizado al último partido disputado el 29 de octubre de 2024.
| Club                            | Div.          | Temporada     | Liga  | Liga  | Copas nacionales | Copas nacionales | Copas internacionales | Copas internacionales | Total | Total |
| Club                            | Div.          | Temporada     | Part. | Goles | Part.            | Goles            | Part.                 | Goles                 | Part. | Goles |
| ------------------------------- | ------------- | ------------- | ----- | ----- | ---------------- | ---------------- | --------------------- | --------------------- | ----- | ----- |
| Caribe Junior · Ecuador         |               |               |       |       |                  |                  |                       |                       |       |       |
| 3.ª                             | 2009          | 16            | 10    | —     | —                | —                | —                     | 16                    | 10    |       |
| 3.ª                             | 2010          | 17            | 8     | —     | —                | —                | —                     | 17                    | 8     |       |
| Total club                      | Total club    | 33            | 18    | 0     | 0                | 0                | 0                     | 33                    | 18    |       |
| River Ecuador · Ecuador         |               |               |       |       |                  |                  |                       |                       |       |       |
| 2.ª                             | 2011          | 20            | 5     | —     | —                | —                | —                     | 20                    | 5     |       |
| Total club                      | Total club    | 20            | 5     | 0     | 0                | 0                | 0                     | 20                    | 5     |       |
| Halley · Ecuador                |               |               |       |       |                  |                  |                       |                       |       |       |
| 3.ª                             | 2012          | 10            | 3     | —     | —                | —                | —                     | 10                    | 3     |       |
| Total club                      | Total club    | 10            | 3     | 0     | 0                | 0                | 0                     | 10                    | 3     |       |
| Deportivo Quevedo · Ecuador     |               |               |       |       |                  |                  |                       |                       |       |       |
| 2.ª                             | 2013          | 10            | 1     | —     | —                | —                | —                     | 10                    | 1     |       |
| Total club                      | Total club    | 10            | 1     | 0     | 0                | 0                | 0                     | 10                    | 1     |       |
| América de Quito · Ecuador      | 3.ª           | 2013          | 15    | 7     | —                | —                | —                     | —                     | 15    | 7     |
| Venecia · Ecuador               |               |               |       |       |                  |                  |                       |                       |       |       |
| 3.ª                             | 2014          | 27            | 9     | —     | —                | —                | —                     | 27                    | 9     |       |
| Total club                      | Total club    | 27            | 9     | 0     | 0                | 0                | 0                     | 27                    | 9     |       |
| Nacional Paraguay               |               |               |       |       |                  |                  |                       |                       |       |       |
| 1.ª                             | 2015          | 1             | 0     | —     | —                | —                | —                     | 1                     | 0     |       |
| Total club                      | Total club    | 1             | 0     | 0     | 0                | 0                | 0                     | 1                     | 0     |       |
| General Díaz Paraguay           |               |               |       |       |                  |                  |                       |                       |       |       |
| 1.ª                             | 2016          | 14            | 2     | —     | —                | —                | —                     | 14                    | 2     |       |
| Total club                      | Total club    | 14            | 2     | 0     | 0                | 0                | 0                     | 14                    | 2     |       |
| General Caballero Paraguay      |               |               |       |       |                  |                  |                       |                       |       |       |
| 1.ª                             | 2016          | 15            | 0     | —     | —                | —                | —                     | 15                    | 0     |       |
| Total club                      | Total club    | 15            | 0     | 0     | 0                | 0                | 0                     | 15                    | 0     |       |
| Macará · Ecuador                |               |               |       |       |                  |                  |                       |                       |       |       |
| 1.ª                             | 2017          | 18            | 1     | —     | —                | —                | —                     | 18                    | 1     |       |
| Total club                      | Total club    | 18            | 1     | 0     | 0                | 0                | 0                     | 18                    | 1     |       |
| América de Quito · Ecuador      |               |               |       |       |                  |                  |                       |                       |       |       |
| 1.ª                             | 2018          | 18            | 14    | —     | —                | —                | —                     | 18                    | 14    |       |
| 1.ª                             | 2019          | 14            | 0     | 1     | 0                | —                | —                     | 15                    | 0     |       |
| Total club                      | Total club    | 47            | 21    | 1     | 0                | 0                | 0                     | 48                    | 21    |       |
| Técnico Universitario · Ecuador | 1.ª           | 2019          | 10    | 2     | 2                | 0                | —                     | —                     | 12    | 2     |
| Técnico Universitario · Ecuador | 1.ª           | 2020          | 3     | 1     | —                | —                | —                     | —                     | 3     | 1     |
| Técnico Universitario · Ecuador | 1.ª           | 2021          | 10    | 0     | —                | —                | —                     | —                     | 10    | 0     |
| Estudiantes · Ecuador           | 3.ª           | 2021          | 4     | 2     | —                | —                | —                     | —                     | 4     | 2     |
| Estudiantes · Ecuador           | Total club    | Total club    | 4     | 2     | 0                | 0                | 0                     | 0                     | 4     | 2     |
| Técnico Universitario · Ecuador | 1.ª           | 2022          | 13    | 2     | 0                | 0                | —                     | —                     | 13    | 2     |
| Técnico Universitario · Ecuador | Total club    | Total club    | 36    | 5     | 2                | 0                | 0                     | 0                     | 38    | 5     |
| Guastatoya · Guatemala          | 1.ª           | 2022          | 24    | 2     | —                | —                | —                     | —                     | 24    | 2     |
| Guastatoya · Guatemala          | Total club    | Total club    | 24    | 2     | 0                | 0                | 0                     | 0                     | 24    | 2     |
| Búhos ULVR · Ecuador            | 2.ª           | 2023          | 30    | 0     | —                | —                | —                     | —                     | 30    | 0     |
| Búhos ULVR · Ecuador            | Total club    | Total club    | 30    | 0     | 0                | 0                | 0                     | 0                     | 30    | 0     |
| San Antonio · Ecuador           | 2.ª           | 2024          | 31    | 4     | 1                | 0                | —                     | —                     | 32    | 4     |
| San Antonio · Ecuador           | Total club    | Total club    | 31    | 4     | 1                | 0                | 0                     | 0                     | 32    | 4     |
| Total carrera                   | Total carrera | Total carrera | 318   | 73    | 4                | 0                | 0                     | 0                     | 322   | 73    |
| 1.                              |               |               |       |       |                  |                  |                       |                       |       |       |